# Common Voice
Common Voice és un projecte col·laboratiu iniciat per Mozilla per crear una base de dades lliure de veus en diferents idiomes usable per programari de reconeixement de la parla. Els voluntaris enregistren frases de mostra amb un micròfon i revisen els enregistraments d'altres usuaris. Les frases transcrites seran recollides en una base de dades de veu disponible sota llicència del domini públic. Aquesta llicència assegura que els desenvolupadors poden utilitzar la base de dades per a aplicacions de veu a text sense restriccions o costos.
El projecte Common Voice va aparèixer com a resposta als assistents de veu de grans empreses com Eco d'Amazon, Siri o Google Assistant.
A més del conjunt de dades del Common Voice, també estan construint un motor de reconeixement de veu de codi obert anomenat Deep Speech. La Generalitat de Catalunya, a través del Projecte AINA, va iniciar una campanya per animar la ciutadania a col·laborar amb el projecte.

## Base de dades de veu
La base de dades anglesa de Common Voice és la segona major base de dades de veu accesible lliurement, després de LibriSpeech. Quan el 29 de novembre de 2017 es van publicar les dades per primer cop, més de 20.000 usuaris d'arreu del món havien enregistrat 400,000 sentències validades amb una durada total de 500 hores.
Poc després de l'obertura a totes les llengües el juny de 2018, l'associació Softcatalà va iniciar el projecte per a la llengua catalana. El febrer de 2022 el català va superar les 1.000 hores enregistrades i les 900 hores validades. Un any després, el març de 2023, es va consolidar en la segona posició d'enregistraments amb la superació de les 3.000 hores enregistrades i es va col·locar a 200 hores de desplaçar l'anglès en la primera posició. Així mateix, el 29 de març va superar les 2.000 hores validades del ruandès i es va enfilar fins a la segona posició en termes de validació.
El febrer de 2019 es van alliberar els primers lots d'idiomes usables. Va incloure 18 llengües: anglès, francès, alemany i xinès, però també altres llengües com gal·lès i cabilenc. En total, va incloure gairebé 1,400 hores de dades de veu de més de 42.000 col·laboradors.